# Rhyncolus ater
Rhyncolus ater är en skalbaggsart som först beskrevs av Carl von Linné 1758.  Rhyncolus ater ingår i släktet Rhyncolus, och familjen vivlar. Arten är reproducerande i Sverige.

## Bildgalleri

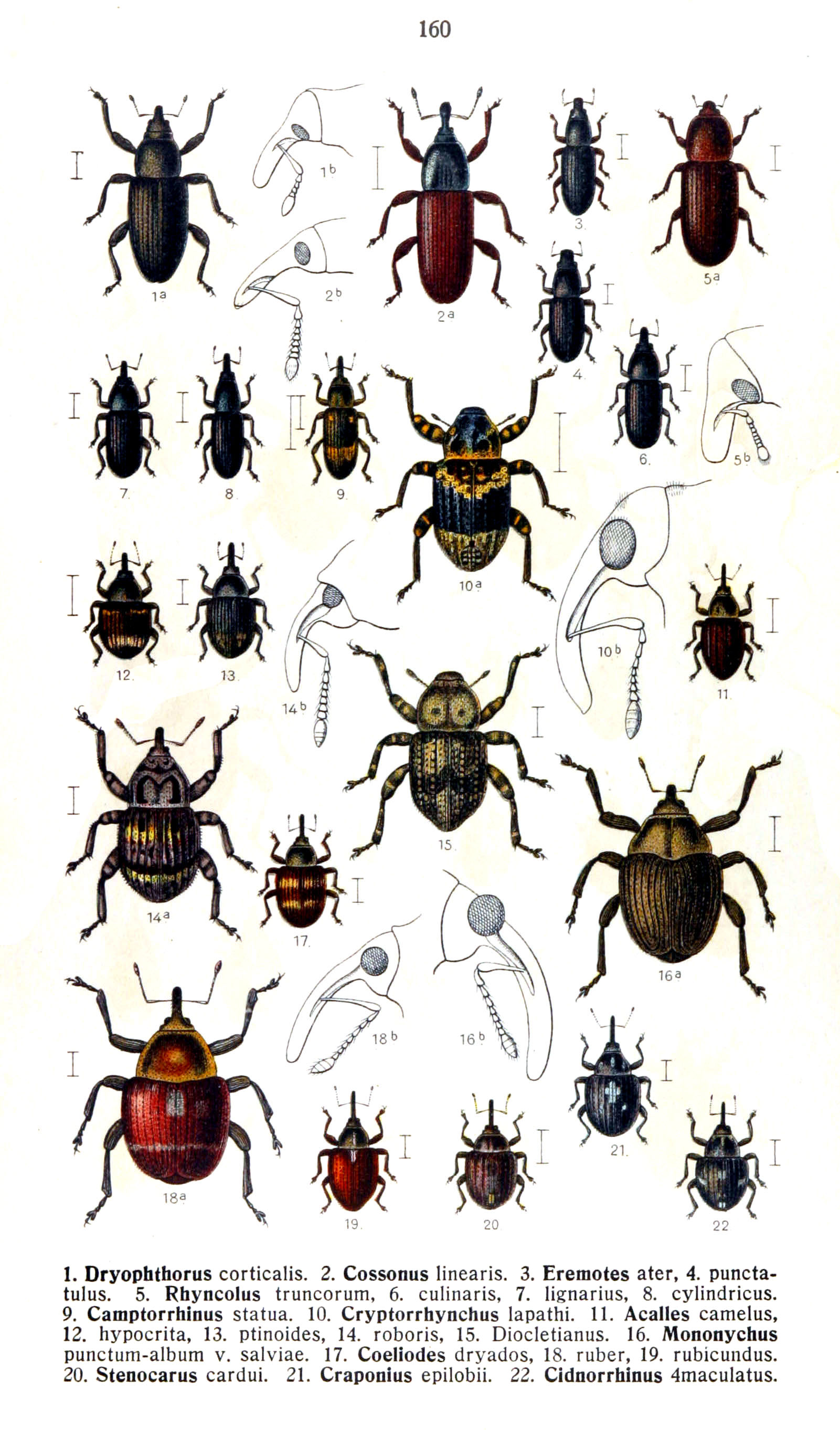
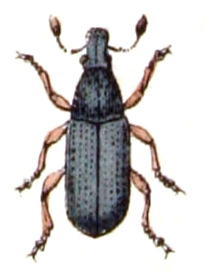